# Ambassade d'Albanie en France
L'ambassade d'Albanie  en France est la représentation diplomatique de la république d'Albanie auprès de la République française. Elle est située 57, avenue Marceau dans le 16e arrondissement de Paris, la capitale du pays. Son ambassadeur est, depuis 2013, Dritan Tola.
L'ambassadeur est également accrédité auprès de la principauté de Monaco.

## Histoire
Dans les années 1930, le consulat royal d'Albanie se trouvait 3, rue Le Nôtre.

## Liste des ambassadeurs
| Date de nomination | Date de nomination | Date de remise des lettres de créance | Date de remise des lettres de créance | Diplomate       |
| ------------------ | ------------------ | ------------------------------------- | ------------------------------------- | --------------- |
| ?                  |                    | 9 décembre 1992                       | [ JORF 1 ]                            | Besnik Mustafaj |
| ?                  |                    | 11 décembre 1997                      | [ JORF 2 ]                            | Luan Rama       |
| ?                  |                    | 22 janvier 2002                       | [ JORF 3 ]                            | Ferit Hoxha     |
| ?                  |                    | 19 février 2008                       | [ JORF 4 ]                            | Ylljet Aliçka   |
| ?                  |                    | 25 mars 2013                          | [ JORF 5 ]                            | Dritan Tola     |